# Hadobás István
Hadobás István (Facsád, 1918. október 27. – Temesvár, 1998. október 13.) erdélyi magyar színműíró, novellista.

## Életpályája
Ipari szakmát tanult. Különböző temesvári vállalatoknál volt kazánfűtő, majd laboráns. 1952–53-ban, valamint 1956 és 1958 között a Szabad Szó belső munkatársa. Elbeszéléssel szerepelt a Bánsági Üzenet című kiadványban (Temesvár, 1957). Színdarabjait, egyfelvonásosait a Művelődés közli. A temesvári Diákművelődési Ház Thália Stúdiójának magyar színjátszó együttese Mátray László színművész rendezésében mutatta be Medvetánc című darabját (1974). Az előadást I. díjjal tüntették ki a Diákszínjátszó Fesztivál Craiován tartott döntőjén.